# Sinagoga de Malmö
La Sinagoga de Malmö (en sueco: Malmö synagoga) es la única sinagoga de Malmö, en Suecia. Fue construida en el año 1903. Diseñada por el arquitecto John Smedberg, con un estilo Art Nouveau y Revival morisco Los servicios de adoración son ortodoxos. 
La sinagoga fue atacada con explosivos el 23 de julio de 2010 presuntamente por extremistas musulmanes. La explosión fue causada con algún tipo de fuegos artificiales o petardos que contenían muy poca pólvora para dañar seriamente el edificio.